# 珀倫島
珀倫島是印度尼西亞的島嶼，位於中蘇拉威西省的最東端，是邦蓋群島最大的島嶼，面積2,406公里，被班達海和馬魯古海包圍，島上居民以種植椰子、番薯和捕魚為生。行政上由邦盖群岛县管辖。